# Турово (Каргопольский район)
Турово — деревня в Каргопольском районе Архангельской области России. Входит в состав Павловского сельского поселения.

## История
В «Списке населенных мест Российской империи», изданном в 1879 году, населённый пункт упомянут как деревня Туровская Ляга (Турово) Каргопольского уезда (1-го стана), при колодцах, расположенная в 12,5 верстах от уездного города Каргополя. В деревне насчитывалось 17 дворов и проживал 91 человек (42 мужчины и 49 женщин).
По данным 1905 года имелось 22 двора и проживало 125 человек (52 мужчины и 73 женщины). В административном отношении деревня входила в состав Полуборского общества Нифантовской волости. Имелось 20 лошадей, 32 коровы и 73 головы прочего скота.

## География
Деревня находится в юго-западной части Архангельской области, в южной зоне средней тайги, на расстоянии примерно 12 километров (по прямой) к северо-западу от города Каргополя, административного центра района.

### Часовой пояс
Турово, как и вся Архангельская область, находится в часовой зоне МСК (московское время). Смещение применяемого времени относительно UTC составляет +3:00.

## Население
| 2002 | 2010 | 2012 |
| ---- | ---- | ---- |
| 9    | ↘7   | ↗12  |

Национальный состав
Согласно результатам переписи 2002 года, в национальной структуре населения русские составляли 100 %.